# پاپاشالامون
پاپاشالامون (به مجاری:  Pápasalamon) یک شهرداری در مجارستان است که در ناحیه پاپا واقع شده‌است. پاپاشالامون ۱۳٫۹۶ کیلومتر مربع مساحت و ۳۸۲ نفر جمعیت دارد.